# Bernat de Claramunt
Bernat de Claramunt (? - ~1090) fou, entre d'altres, senyor del Castell de Claramunt, senyor del Castell de Tamarit i vescomte de Tarragona. Cap de la nissaga dels Claramunt, era fill d'Amat de Claramunt. Va ser un conseller influent del comte de Barcelona Ramon Berenguer I, qui li concedí el títol de vescomte de Tarragona que es deixarà d'utilitzar amb el seu net Bernat Amat de Claramunt en optar aquest pel Vescomtat de Cardona.
Fou enviat per la comtessa Almodis de la Marca a la cort d'Alí ibn Mujàhid Iqbal-ad-Dawla, emir de Dàniya, vers el 1045. Reconquerí Tamarit, que més tard li fou infeudat.
Participà en la conquesta de Barbastre el 1064. El 1090, fou empresonat després de l'enfrontament del comte Berenguer Ramon II amb Rodrigo Díaz de Vivar a la batalla de Tébar. El succeí el seu fill Deodat de Claramunt.